# Château-Rouge
Château-Rouge település Franciaországban, Moselle megyében. Lakosainak száma 297 fő (2022. január 1.). Château-Rouge Heining-lès-Bouzonville, Bouzonville, Oberdorff, Tromborn, Villing és Vœlfling-lès-Bouzonville községekkel határos.

## Népesség
A település népességének változása:
| Lakosok száma | 169  | 160  | 177  | 229  | 268  | 294  | 292  | 286  | 296  | 297  |
|               | 1968 | 1982 | 1990 | 2006 | 2013 | 2015 | 2017 | 2019 | 2020 | 2022 |